# Algar dos Suspiros I
O Algar dos Suspiros I é uma gruta portuguesa localizada na freguesia das Manadas, concelho de Velas, ilha de São Jorge, arquipélago dos Açores.
Esta cavidade apresenta uma geomorfologia de origem vulcânica em forma de algar dotado de cone vulcânico e cratera vulcânica.
Este acidente geológico devido às suas características e área envolvente encontra-se classificado como fazendo parte da Rede Natura 2000.